# Altair Campground Community Kitchen
Pour les articles homonymes, voir Altair.
L'Altair Campground Community Kitchen est un kiosque américain situé dans le comté de Clallam, dans l'État de Washington. Construite dans le style rustique du National Park Service par le Civilian Conservation Corps en 1935, cette structure abrite une cuisine ouverte à disposition des utilisateurs du terrain de camping où elle se trouve. Protégée au sein du parc national Olympique, elle est inscrite au Registre national des lieux historiques depuis le 13 juillet 2007.